# Ossining (città)
Ossining è una città statunitense della Contea di Westchester nello stato di New York. Non va confusa con l'omonimo villaggio, per altro in essa contenuto. Il piccolo paesino di Sassinoro, in provincia di Benevento, in Italia, è gemellato proprio con Ossining.

## Amministrazione

### Gemellaggi
- Sassinoro